# Московский драматический театр имени Н. В. Гоголя
Моско́вский драмати́ческий теа́тр и́мени Н. В. Гоголя — государственное бюджетное учреждение культуры города Москвы.

## История
История театра началась с 1925 года — тогда при Центральном комитете профсоюза железнодорожников был организован «отраслевой» театр, называвшийся Передвижным театром драмы и комедии. Творческий коллектив, возглавленный Кириллом Головановым, вёл большую, как тогда говорили, культурно-просветительскую работу среди железнодорожников — выступал перед рабочими железнодорожного транспорта, а также других предприятий Москвы. В основном это были разножанровые сборные спектакли-концерты, нередко агитационно-публицистического характера.
С 1930 года театр железнодорожников находился в ведении Главискусства Наркомпроса РСФСР; в 1931 году был принят в полное ведение ЦК профсоюза работников железнодорожного транспорта и переименован в Московский театр транспорта (МОСТТ); в 1939 году стал именоваться Центральным театром транспорта; в 1959 году получил своё современное название — Московский драматический театр имени Н. В. Гоголя.
Существенно повлияло на становление театра художественное шефство, взятое над ним в 1934 году ведущими актёрами МХАТа 2-го — Берсеневым И. Н., Готовцевым В. В., Бирман С. Г..
Реалистические тенденции, заложенные этими актёрами, стали определяющими во всей дальнейшей деятельности театра. Искушённые в сценической теории и практике мхатовцы раскрывали «подшефным» секреты и возможности театральной формы, значение актёрской техники. После «прививки» МХАТа труппу возглавил Петров Н. В. (1938—1948 гг). Его, также адепта реалистического искусства, привлекали возможности выявления на театре социальной «подкладки» драматургического или литературного материала. Сочетая острую театральную форму с воспроизведением жизненной правды, режиссёр в своих постановках стремился к современному звучанию пьес. (Поставил спектакли: «Со всяким может случиться» Ромашова Б. С. (1940 г.), «Накануне» и «Машенька» Афиногенова А. Н. (оба в 1941 г.) и другие.
В 1943 году театр получил своё постоянное помещение на улице Казакова, 8а. Это здание дореволюционной постройки — бывшее железнодорожное депо; с 1925 года — клуб, с 1930 года — театр.
За 87-летнюю историю театра художественное руководство им осуществляли многие режиссёры: Судаков И. Я. (1948—1952 гг.), Гольдфельд В. (1953—1959 гг.), Васильев П. (1958—1961 гг.), Дунаев А. (1961—1965 гг.), одни из которых привносили новые черты в искусство театра, другие хранили и продолжали его традиции. Например, постановкам Голубовского Б. Г. (главного режиссёра театра в 1965—1987 гг.) присуща романтическая приподнятость в сочетании с лёгкой иронией, стремление познать внутренний мир человека («Ужин в Санлисе» Ануя, 1965 г.; «Берег» по Бондареву, 1975 г.; «Безобразная Эльза» Рислакки, 1981 г. и др.). С 1987 года по 2012 год художественным руководителем театра являлся Яшин С. И., режиссёрский почерк которого характеризует симбиоз тонкой поэтичности и психологического анализа с яркой театральностью.
Среди спектаклей театра: «Бешеные деньги» Островского (1937 г.), «Тарас Бульба» (1959 г.) и «Портрет» (1970 г.), «Бесовские забавы, или Панночка» (Садур, 1990 г.) по Гоголю, «Коллеги» по Аксёнову (1962 г.), «…А этот выпал из гнезда» Вассермана (1983 г.), «Комический театр» Гольдони (1993 г.), «Иванов» Чехова (1997 г.), «Театральный роман» по Булгакову (2006 г.) и другие.
7 августа 2012 года новым художественным руководителем театра был назначен Кирилл Серебренников. На базе театра с приходом нового худрука открылся Гоголь-центр, закрытый в 2022 году.
В 2021 году художественным руководителем театра был назначен Алексей Агранович.
4 июля 2022 проект «Гоголь-центр» был закрыт. Новым художественным руководителем МДТ им. Н.В. Гоголя был назначен режиссер Антон Яковлев  – лауреат Премии города Москвы в области литературы и искусства за постановку спектаклей «Макбет» в Московском драматическом театре на Малой Бронной и «Лес» в Московском академическом театре сатиры, а также многократный лауреат и номинант премий «Звезда Театрала» и «Золотой софит».   Директором стал Александр Бочарников.

## Протест труппы против реформирования театра
В сентябре 2012 года было объявлено о планах Серебренникова о реформировании театра и превращении его в «Гоголь-центр». С октября 2012 года театр перестал работать, все спектакли из репертуара были сняты, а на месте театра властями Москвы был создан Гоголь-центр.
Труппа театра взбунтовалась против назначения Серебренникова решением Главы Департамента культуры города Москвы Сергея Капкова и в открытом письме, опубликованном на сайте театра, выступила против назначения художественным руководителем режиссёра Кирилла Серебренникова без конкурса и программы. Авторы письма утверждают, что «Назначение художественным руководителем Серебренникова, призывающего к свержению принципов системы Станиславского, отрицающего русский психологический театр — это мощный толчок к гибели российского театра», а также заявляют, что назначение незаконно, поскольку у Серебренникова нет высшего театрального специального образования.
К. Серебренников, так и не встретившись с труппой, убыл за границу.
7 сентября 2012 года состоялось собрание труппы с участием представителей СМИ, где актёры сообщили о том, что директор вызывает их по одному на «беседы» с предложением уволиться по собственному желанию, а с 1 октября собирается закрыть и сам театр на «ремонт» неизвестной продолжительности. А. А. Малобродский, принявший участие в дискуссии, этого не отрицал. Объяснить суть своих претензий к актёрам, которых он собирается уволить, новый директор также не смог, только сообщил, что представляет интересы Департамента культуры г. Москвы.
Участники собрания требовали от правительства Москвы соблюдения российских законов, сохранения театра и назначения нового руководства, как положено, по конкурсу.
Также была зачитана телеграмма из Берлина от К. С. Серебренникова, которая заканчивалась словом «ура!».
Актёры и сотрудники Театра имени Гоголя 23 сентября в 15.00 вышли на митинг. Акция состоялась на Гоголевском бульваре в Москве, возле памятника Н. В. Гоголю.
«Московский драматический театр имени Н. В. Гоголя приговорён чиновниками к уничтожению. Под предлогом ремонта здания театра нам не позволяют играть спектакли. Артистам театра без всяких оснований предложено уволиться», — говорится в сообщении труппы.
«Чиновникам не нужен Театр, им необходимо здание под очередной культурно-развлекательный центр, приносящий ежеминутную прибыль. Мы — первые. В списке на уничтожение ещё 20 московских театров. Эта так называемая реформа Департамента культуры может положить начало гибели Русского репертуарного театра! Мы протестуем против произвола чиновников».
Под сообщением подписались актёры театра, сообщила в сентябре 2012 года радиостанция «Говорит Москва».

### Постановки прошлых лет
- 1937— Трудные времена
- 1938 — Любовь Яровая
- 1938 — Генеральный консул (бр. Тур и Л. Шейнин), худ. Н. Меньшутин, реж. Н. В. Петров
- 1939 — Вторые пути (А. Афиногенов), худ. М. Варпех, реж. Н. В. Петров
- 1939 — Сын народа (по Герману), реж. В. А. Гольдфельд
- 1940 — Комедия ошибок В. Шекспира, худ. Н. Акимов, реж. Н. В. Петров
- 1940 — «Со всяким может случиться» Б. С. Ромашова, реж. Н. В. Петров
- 1940 — «Свадьба Кречинского» А. В. Сухово-Кобылина, реж. В. А. Гольдфельд
- 1941 — «Машенька» А. Афиногенова, худ. М. Малинин, реж. Н. В. Петров
- 1941 — «Накануне» А. Афиногенова, худ. М. Малинин, реж. Н. В. Петров
- 1942 — «Похождение Швейка» М. Р. Слободского по роману Я. Гашека, худ. Вельский, реж. Н. В. Петров
- 1942 — «Русские люди» К. Симонова, худ. Аредаков, реж. Н. В. Петров
- 1943 — «Секрет красоты» К. Финна, худ. М. Варпех, реж. Н. В. Петров
- 1944 — «Женитьба Бальзаминова» А. Н. Островского, худ. М. Беспалов, реж. Н. В. Петров
- 1944 — Бесприданница (автор А. Н. Островский), реж. В. А. Гольдфельд
- 1944 — «Сказка об Иване Царевиче, о земле родимой, о матушке любимой» Владимир Гольдфельда, реж. М. П. Малинин
- 1945 — «Знатная фамилия» Б. С. Ромашова, реж. Н. В. Петров (сорежиссёр М. Кристи-Николаева)
- 1945 − На океан (автор В. Гольдфельд), худ. М. Варпех, реж. Н. В. Петров
- 1945 — «Памятные встречи» А. Утевского, худ. М. Варпех, реж. Н. В. Петров (премьера ноябрь 1945)
- 1946 — «Шельменко-денщик» Г. Квитки-Основьяненко, реж. В. А. Гольдфельд
- 1946 — «Молодой человек» Г. Мдивани и А. Кирова, реж. Н. В. Петров (сорежиссёр Я. Кракопольский)
- 1947 — «Жизнь в цитадели» А. Якобсона, худ. Н. Акимов, реж. Н. В. Петров
- 1947 — «Мужество» Берёзко, реж. В. А. Гольдфельд
- 1948— «Рядом с вами» Л. Первомайского, худ. М. Варпех, реж. Н. В. Петров
- 1948 — «Хижина дяди Тома» А. Бруштейна по Бичер-Стоу, режиссёр Н. В. Петров (сорежиссёр Я. Кракопольский)
- 1948 — «Овод» А. Желябужского по Э. Войнич, реж. В. А. Гольдфельд
- 1948 — «Хождение по мукам» по А. Н. Толстому, реж. И. Я. Судаков
- 1949 — «Заговор обречённых» Вирты, реж. В. А. Гольдфельд
- 1949 — «Бесноватый галантерейщик» А. Сурова, реж. В. А. Гольдфельд
- 1949 — «Зелёная улица» А. А. Сурова
- 1949 — «Крушение Буракова»
- 1950 — «Испанский священник» Дж. Флетчера, реж. А. П. Тутышкин
- 1950 — «Последние» М. Горького, реж. В. А. Гольдфельд
- 1950 — «Иван-да-Марья» В. Гольдфельда, реж. Б. Д. Зеленская
- 1950 — «Буря» Вилиса Лациса, (инсценировка И. Я. Судакова), реж. В. А. Гольдфельд
- 1951 — «Поют жаворонки» Крапивы (1951), реж. В. А. Гольдфельд
- 1951 — «Женитьба Белугина»
- 1951 — «Западная граница» И. Л. Прута и Н. Н. Шпанова
- 1952 — «Живой портрет» А. Морето, реж. В. А. Гольдфельд
- 1952 — «Три года спустя» Н. Е. Вирты
- 1952 — «Не все коту масленица» А. Н. Островского
- 1953 — «Не называя фамилии» В. П. Минко
- 1953 — «Вихри враждебные» Н. Погодина, реж. В. А. Гольдфельд
- 1953 — «К новому берегу» Лациса, реж. В. А. Гольдфельд
- 1954 — «Мать своих детей» Афиногенова, реж. В. А. Гольдфельд
- 1954 — «Молодая Россия», Режиссёр:
- 1954 — «Капитан Коршун» В. Н. Собко, Режиссёр:
- 1954 — «Воздушный пирог» Б. С. Ромашова
- 1955 — «На то и щука в море, чтоб карась не дремал» К. М. Станюковича
- 1955 — «Заморские гости» Л. Р. Шейнина
- 1956 — «Мораль пани Дульской» Г. Запольской
- 1956 — «Свидетель обвинения» А. Кристи
- 1956 — «Преступление Энтони Гранта» М. Д. Волобринского и Р. М. Рубинштейна, Режиссёр:
- 1956 — «Любовь, директор и квартира» Ц. С. Солодаря
- 1957 — «Тростник на ветру»
- 1957 — «Срочно требуется Шекспир» Г. Киппгардта
- 1957 — «Когда горит сердце» В. А. Гольдфельда
- 1958 — «Повесть о молодых супругах» Е. Л. Шварца, Режиссёр: И. И. Судакова
- 1958 — «Карьера» Джеймса Генри Ли
- 1958 — «Ураган» Цао Юя, реж. В. А. Гольдфельд
- 1958 — «Угрюм-река» А. Н. Толбузина и А. Л. Полевого по роману В. Я. Шишкова
- 1958 — «Пучина» А. Н. Островского
- 1959 — «Серебряная свадьба» Ц. С. Солодаря
- 1959 — «Сын века» Куприянова
- 1959 — «Свидания у черёмухи» А. К. Ларева
- 1960 — «Человек, который смеётся» Виктора Гюго,
- 1961 — «Красные дьяволята» по Бляхину
- 1961 — «Сердца трех»
- 1962 — «Мой брат» И. П. Куприянова
- 1962 — «Коллеги» Аксёнова и Стабавого
- 1962 — «Опаснее врага» Аля и Ракова
- 1963 — «Обжалованию не подлежит» Т. Абдумамунова
- 1964 — Девушка с кувшином (автор Лопе де Вега)
- 1964 — «Кавказский меловой круг» Б. Брехта, реж. А. Дунаев, худ. М. Варпех
- 1965 — «Сёстры — разбойницы» К. Я. Финна
- 1965 — Ужин в Санлисе (автор Ж. Ануйль)
- 1966 — «Конец — делу венец» В. Шекспира, Режиссер: Юрий Щербаков
- 1975 - Рок-н-ролл на рассвете
- 1975 - Верхом на дельфине

## Труппа театра

### Народные артисты России
- Науменко Ольга Николаевна

### Заслуженные артисты России
- Выборнова Ирина Викторовна
- Гаврилова Людмила Семёновна
- Гуляренко Анна Юрьевна
- Гущин Олег Иванович
- Зотов Александр Борисович
- Краснянский Ян Семёнович

### Артисты
| - Александер Анна Сергеевна - Алисиевич Алеся Владимировна - Андреев Андрей Львович - Антоненко Илья Владимирович - Бортник Елена Сергеевна - Бурлай Марк Сергеевич - Бурханкин Дмитрий Викторович - Вологдин Анатолий Константинович - Высоцкий Дмитрий Николаевич - Гартмон, Дина Фаритовна - Гоманюк Юлия Александровна - Гончарова Алена Сергеевна - Добрина Ольга Владимировна - Епифанова Анастасия Алексеевна - Злобин Андрей Андреевич - Кизко Виктория Сергеевна - Ковалева Софья Игоревна - Ковбас Кирилл Николаевич - Комаров Павел Франкович - Комарова Варвара Игоревна - Кондратьев Андрей Сергеевич - Константинова Любовь Андреевна - Косенко Виктория Сергеевна - Лапшина Мария Сергеевна - Лебедь Александр Сергеевич | - Лисовая Мария Павловна - Лукин Денис Дмитриевич - Лызо Антон Викторович - Макурина Мария Игоревна - Малов Кирилл Васильевич - Маркина Наталья Ивановна - Муравьёв Сергей Игоревич - Попов Егор Анатольевич - Просалов Анатолий Геннадьевич - Пуцыло Евгений Викторович - Ребенков Андрей Борисович - Реусенко Сергей Михайлович - Рудницкая Ирина Михайловна - Савичев Сергей Владимирович - Сахно Екатерина Николаевна - Свирид Мария Алексеевна - Стеблина Екатерина Андреевна - Суханова Эллия Николаевна - Третьякова Янина Александровна - Хотенов Александр Владимирович - Хохлов Александр Вадимович - Чиркова Людмила Борисовна - Шеповалова Полина Олеговна |  |

### Ушедшие звёзды
- Брагарник Светлана Михайловна
- Гилинов Вячеслав Львович
- Долгорукова Людмила Николаевна
- Захаров Марк Анатольевич
- Зельдин Владимир Михайлович
- Ивашкевич Майя Сергеевна — Почётный деятель искусств г. Москвы
- Красницкий Евгений Иосифович
- Мезенцев Александр Валентинович
- Меньшов Евгений Александрович
- Потоцкая Ирина Александровна
- Самойлов Владимир Яковлевич
- Смысловский Игорь Алексеевич
- Терентьева Нонна Николаевна
- Утёсов Леонид Осипович
- Филонова Евгения Михайловна
- Чернышёва Тамара Александровна
- Чирков Борис Петрович
- Шапоренко Лидия Фёдоровна
- Шульгин Виктор Сергеевич

### Артисты, ранее работавшие в театре
| - Авшарова Юлия Юрьевна - Айсина Екатерина Анатольевна - Алексеева Светлана Владимировна - Антонова Наталия Сергеевна - Бардин Гарри Яковлевич - Бирюков Алексей Юрьевич - Болдина Елена Александровна - Болсунов Андрей Анатольевич - Большова Анна Леонидовна - Бордуков Александр Сергеевич - Бортник Иван Сергеевич - Бочаров Михаил Тимофеевич - Бочкин Игорь Иванович - Волков Иван Альбертович - Варчук Сергей Иванович - Вербицкая Ирина Вячеславовна - Гаврилов Михаил Сергеевич - Галахов Сергей Юрьевич - Гладкова Галина Алексеевна - Гуськов Алексей Геннадьевич - Давыдов Константин Александрович - Донец Олег Олегович - Дорофеев Игорь Анатольевич - Дубинина Елена Владимировна - Ендальцев Дмитрий Сергеевич - Жабаров Евгений Юрьевич - Забара Ольга Николаевна - Зайков Андрей Вячеславович | - Кирилин Алексей Викторович - Коврижных Илья Владиславович - Кошевой Владимир Олегович - Крамзина Екатерина Игоревна - Кулагина Элеонора Илларионовна - Кулагин Леонид Николаевич - Лапина-Порватова Евгения Андреевна - Ларин Николай Леонидович - Лапина Анастасия Юрьевна - Лобачевский Андрей Михайлович - Мазурова Наталья Алексеевна - Михайлов Алексей Викторович - Молоховская Екатерина Викторовна - Обухов Анатолий Матвеевич - Огурцов Сергей Иванович - Погоржельская Татьяна Владиленовна - Поляк Юрий Юрьевич - Полянская Елена Сергеевна - Сайко Татьяна Николаевна - Сафонов Алексей Альбертович - Смоляков Андрей Игоревич - Страхов Даниил Александрович - Угольников Игорь Станиславович - Федотов Иван Сергеевич - Хатников Александр Александрович - Шибанов Иван Валентинович - Щепетнова-Симонова Галина Николаевна - Якобсонс Янис Янович |

## Репертуар театра (1981—2012)

### Большой зал
- А поутру они проснулись (Постановка — Василий Мищенко; премьера — 09.08.2009)
- Безобразная Эльза (Постановка — Борис Голубовский; премьера — 24.05.1981)
- Бешеные деньги (Постановка — Сергей Яшин; премьера — 16.12.2005)
- Веер леди Уиндермир (Постановка — Александр Бордуков; премьера — 18.09.2006)
- Жених в шкафу, или Страсти на Козьем Болоте (Постановка — Владимир Боголепов, 1995)
- Верная жена (Постановка — Алексей Говорухо; премьера — 11.09.1998)
- Декамерон (Постановка — Борис Голубовский)
- Дураки на периферии (Постановка — Сергей Яшин; премьера — 09.03.2011)
- Женщин похищать опасно (Похищение Елены) (Постановка — Алексей Говорухо; премьера — 10.04.2007)
- Мистраль (Постановка — Сергей Яшин; премьера — 10.05.2012)
- Рождественская песня (Постановка — Дмитрий Живов, Анатолий Бейрак; 2012)[11]
- Ночь перед Рождеством (Постановка — Сергей Яшин; премьера — 03.02.2009)
- Последние (Постановка — Сергей Яшин; премьера — 20.03.2008)
- Тётка Чарлея (Постановка — Сергей Яшин; премьера — 03.09.2010)
- Утомлённая счастьем (Постановка — Сергей Яшин; премьера — 03.08.2005)
- Чужой ребёнок (Постановка — Александр Бордуков; премьера — 25.11.1995)

Для детей
- Вождь краснокожих (Постановка — Арнольд Швецов; премьера — 26.02.1991)
- Госпожа Метелица (Постановка — Арнольд Швецов; премьера — 27.12.2002)
- По щучьему велению (Постановка — Сергей Яшин; премьера — 26.12.2003)
- Тайна… Тайна… Тайна… (Постановка — Александр Бордуков)

### Малый зал
- Божьи коровки возвращаются на землю (Постановка — Дмитрий Бурханкин; премьера — 17.02.2012)
- Мур, сын Цветаевой (Постановка — Сергей Яшин; премьера — 26.12.2009)
- Остров (Калека с острова Инишмаан) (Постановка — Сергей Яшин; премьера — 01.03.2012)